# Ewa Banaszak
Ewa Maria Banaszak (ur. 1964) – polska socjolog, dr hab. nauk społecznych, adiunkt i dyrektor Instytutu Socjologii Wydziału Nauk Społecznych Uniwersytetu Wrocławskiego.

## Życiorys
W 1988 ukończyła studia socjologiczne na Uniwersytecie im. Adama Mickiewicza w Poznaniu, 24 września 1999 obroniła pracę doktorską Tożsamość zbiorowa jako kategoria socjologiczna, 27 kwietnia 2018 habilitowała się na podstawie pracy zatytułowanej Eksperiencje nagości.
Jest zatrudniona na stanowisku adiunkta w Instytucie Socjologii na Wydziale Nauk Społecznych Uniwersytetu Wrocławskiego. Pełni także funkcję dyrektora instytutu.